# Rachel Luttrell

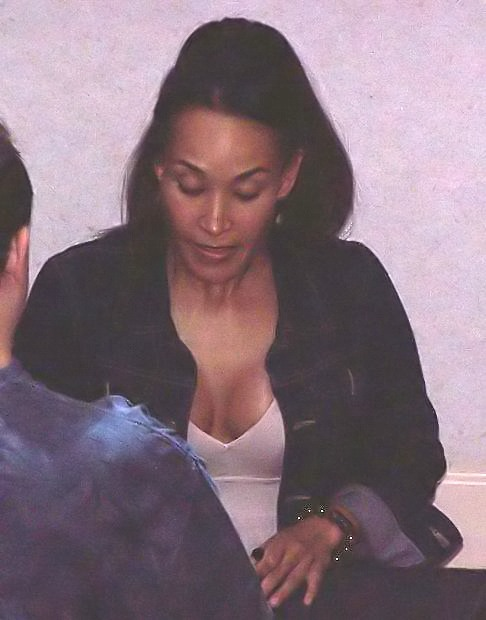
Rachel Luttrell.

Rachel Zawadi Luttrell (Dar es-Salam, Tanzania) es una actriz de origen tanzano, aunque creció en Canadá, país donde vive desde los cinco años. Es conocida por haber participado en numerosas series de televisión.

## Biografía
Rachel nació en Tanzania, en el este de África, y su familia emigró a Canadá cuando ella tenía cinco años. Es una de cuatro hermanas: Gillian, Amanda y Erica, en una familia excepcionalmente musical. Consumada actriz, cantante y bailarina. Estudió ballet en la prestigiosa Russian Academy Ballet School y estudió piano en el Royal Conservatory of Canada. Su padre, miembro del famoso internacionalmente coro Mendelsohn, le enseñó canto a Rachel, que es soprano.
Luttrell está casada con Loyd Bateman, y tienen un hijo, Caden Dar Bateman, nacido el 10 de octubre de 2007, y una hija, Ridley Asha Bateman, nacido el 5 de octubre de 2012.Luttrell tiene dos hermanas menores, Erica Luttrell, quien también es actriz, y Amanda Luttrell Garrigus, quien es una personalidad en  la moda y el entretenimiento.

## Carrera
Entre sus actuaciones en televisión se encuentran papeles en StarGate Atlantis, Urgencias, Charmed, Touched By An Angel, y el papel principal de Lisette en la miniserie de Anne Rice Feast Of All Saints. También participó en forma regular en la exitosa serie dramática canadiense Street Legal. Tuvo otros papeles protagónicos en: Sleepwalkers, In The House, Dogs y The Damon Wayans Show. Entre sus actuaciones cinematográficas se encuentran The Impostor, y las películas independientes The Aviary, House y Joe's Mean To Josephine, nominada para los premios Genie.
Su debut profesional en escena comenzó con la producción estreno de Miss Saigón en Toronto. Luego fue contratada para actuar en la producción de Toronto de Beauty and the Beast. Otros trabajos en escena incluyen el estreno mundial de Las Meninas, de Lynn Nottage, en el San José Rep con el aclamado director Michael Edwards. También participó en la producción de Great Expectations con la dirección de Richard Jay Alexander. Otros papeles importantes incluyen; Lizzie en el musical Goblin Market (ACT en Seattle), y Erzulius en Once On This Island, en La Mirada Theater, en California.

## Filmografía
| Actor | Actor                                     | Actor                    | Actor                        |
| Año   | Película                                  | Otras notas              |                              |
| ----- | ----------------------------------------- | ------------------------ | ---------------------------- |
| 2006  | A Dog's Breakfast                         | Ratcha                   |                              |
| 2005  | The Aviary                                | Portia                   |                              |
| 2004  | Stop Thief!                               | Nicky                    |                              |
| 2004  | Stargate Atlantis                         | Teyla Emmagan            | (Televisión 2004–2009)       |
| 2004  | From Stargate to Atlantis: Sci Fi Lowdown | ella misma/Teyla Emmagan |                              |
| 2004  | Preview to Atlantis                       | ella misma/Teyla Emmagan |                              |
| 2003  | Everyday Use                              | Dee                      |                              |
| 2002  | Impostor                                  | Scan Room Nurse          |                              |
| 2002  | Touched by an Angel                       | Marla                    |                              |
| 2001  | Urgencias                                 | Paramédico               |                              |
| 2001  | Embrujadas                                | Janna, Segunda bruja     |                              |
| 2001  | Orgullo de raza                           | Lisette                  |                              |
| 1998  | Damon                                     | Brenda                   | (Television series 1 season) |
| 1997  | In the House                              | Daphne                   |                              |
| 1997  | Sleepwalkers                              | Cassandra                | (serie de televisión)        |
| 1996  | Joe's So Mean to Josephine                | Chica del bar            |                              |
| 1993  | Maniac Mansion                            | Lorrie                   |                              |
| 1992  | Personal Effects                          |                          |                              |
| 1992  | Forever Knight                            | Norma Alves              |                              |
| 1992  | Street Legal                              | Veronica Beck            | (Televisión 1991–1992)       |
| 1986  | Courage                                   | Hermana de Bobby         |                              |